# Globulos Party
Globulos Party est un jeu vidéo de type party game exclusif au support de téléchargement DSiWare. Le jeu est disponible depuis le 1er mars 2010 aux États-Unis et au Canada, et le 5 mars 2010 en Europe. Il a été développé par GlobZ.